# Gerd Völs
Gerd Martin Christian Völs (ur. 22 grudnia 1909 w Iłowie, zm. 15 marca 1991 w Langenhagen) – niemiecki wioślarz, brązowy medalista olimpijski.
Wystąpił na igrzyskach olimpijskich w Berlinie w 1936, gdzie reprezentanci III Rzeszy w składzie: Alfred Rieck, Helmut Radach, Hans Kuschke, Heinz Kaufmann, Gerd Völs, Werner Loeckle, Hans-Joachim Hannemann, Herbert Schmidt i Wilhelm Mahlow (sternik) zdobyli brązowy medal w ósemkach. W finale o 1 sekundę przegrali z osadą Stanów Zjednoczonych, a o 0,4 sekundy przegrali z Włochami. Był to jego jedyny start olimpijski.
W 1936 roku zdobył mistrzostwo kraju w ósemkach, a w 1942 roku zwyciężył w czwórkach ze sternikiem.